# Okenita

Okenita (CaSi2O5·2H2O) é um mineral de silicato que geralmente está associado a zeólitos. É mais comumente encontrado como pequenas formações de "bolas de algodão" brancas dentro de geodos de basalto. Essas formações são aglomerados de cristais fibrosos, retos e radiantes, que são flexíveis e frágeis. Ele também pertence à família dos hidratos de silicato de cálcio (C-S-H), comumente encontrados em pasta de cimento endurecida.

## Descoberta e ocorrência
Foi descrito pela primeira vez em 1828 para uma ocorrência na Ilha Disko, Groenlândia e nomeado em homenagem ao naturalista alemão Lorenz Oken(1779–1851).

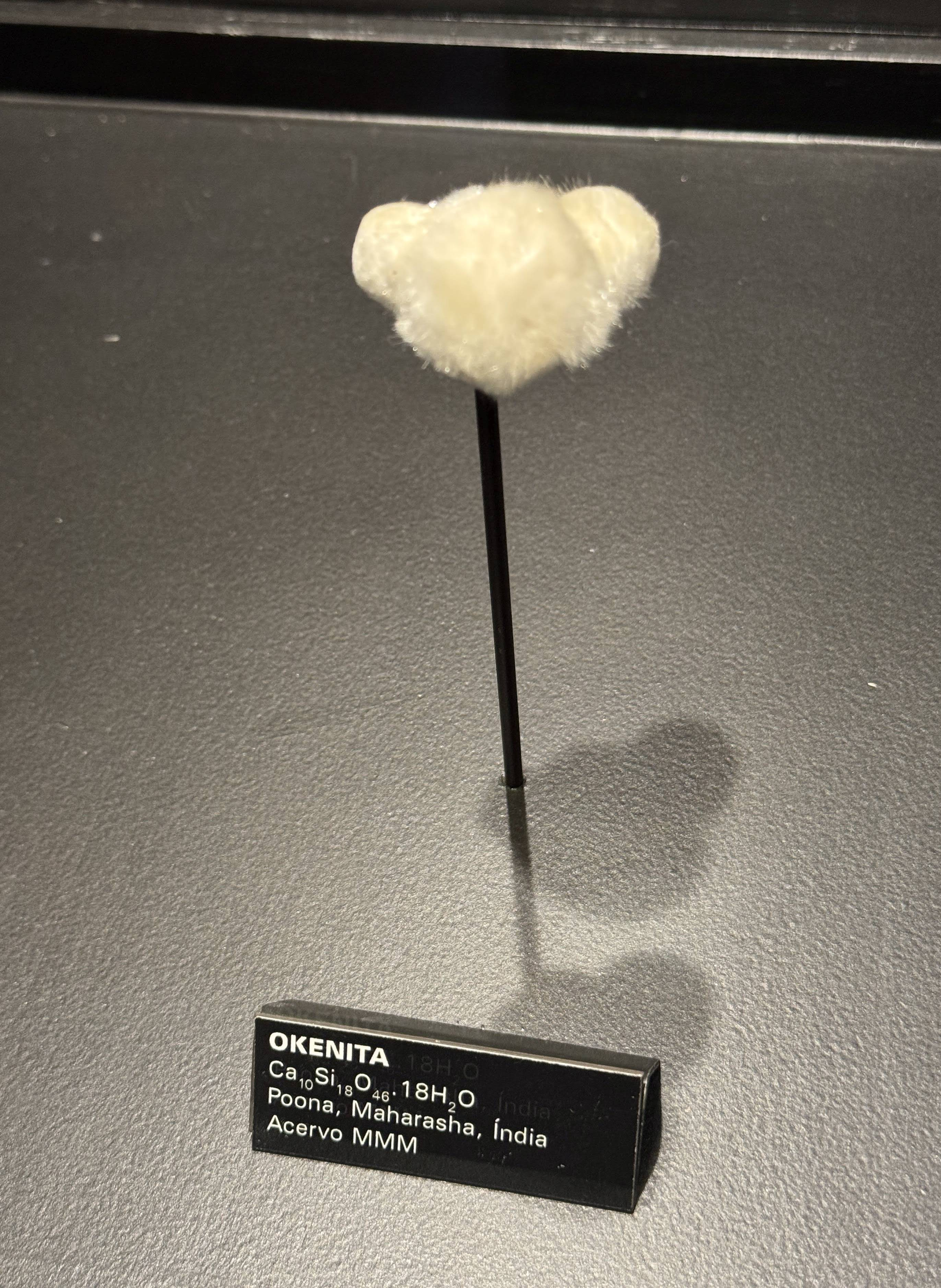
Okenita no Museu das Minas e do Metal - Belo Horizonte, MG

Os minerais associados à okenita incluem apofilita, girolita, prehnita, calcedônia, goosecreekita e muitas das zeólitas-mãe. A okenita é encontrada na Índia, principalmente no estado de Maarastra. Outras localidades incluem a Ilha de Bulla no Azerbaijão; Aranga na Nova Zelândia; Chile; Irlanda e Ilha Bordo nas Ilhas Faroé.